# Denitza Bantcheva
 (décembre 2022).
Si vous disposez d'ouvrages ou d'articles de référence ou si vous connaissez des sites web de qualité traitant du thème abordé ici, merci de compléter l'article en donnant les références utiles à sa vérifiabilité et en les liant à la section « Notes et références ».
Denitza Bantcheva est une écrivaine française d'origine bulgare née le 15 novembre 1969.

## Formation
Son intérêt pour l'écriture se manifeste tôt : elle publie des poèmes et des nouvelles dès 1981 en Bulgarie. Installée à Paris depuis 1991, docteur ès lettres modernes, elle enseigne, donne des conférences, collabore à divers périodiques et traduit de plusieurs langues.

## Carrière dans la littérature
Son premier livre, le recueil de poèmes L’Instant sur les ogives, paru en 1996, a reçu le prix Claude Sernet 1997. Depuis, elle a publié quatre autres recueils de poèmes (L’Orée de la joie, Des morceaux d’archipel, Esquisses autour de la déesse couchée et Liens de sel), cinq romans (L’Amatrice d’effigies, Les Brefs Mémoires de Léonore Sy, La Traversée des Alpes, A la rigueur et Feu de sarments), des récits (Par des chemins détournés, Visions d'elle) et un recueil de nouvelles (Dessaisissement). La plupart de ces ouvrages ont bénéficié de recensions louangeuses, tout particulièrement La Traversée des Alpes, qui est son œuvre majeure à ce jour, et dont Pierre-Robert Leclercq écrivait dans Le Monde : « Quantité et qualités confondues, c’est là un roman comme on n’en fait plus. » Ce roman a d’ailleurs été nommé pour le Prix de Littérature Européenne de l’ADELF.
Denitza Bantcheva écrit également sur le cinéma : outre la direction de nombreux ouvrages de la collection CinémAction, elle a fait paraître une monographie sur Jean-Pierre Melville (Jean-Pierre Melville : de l’œuvre à l’homme) que Michel Ciment présente dans Positif, comme « la meilleure étude en français » sur le sujet, le premier ouvrage critique couvrant toute la filmographie de René Clément, une étude sélective de l'œuvre de Joseph Losey et une monographie consacrée à Alain Delon.
Elle a été élue à sept reprises pour membre du Jury littéraire du SFCC (Syndicat français de la critique de cinéma et de télévision) et a présidé ce jury en 2010. En 2016, elle est élue au Jury SFCC du Meilleur premier film français et étranger, ainsi qu'au Jury des documentaires du Festival Signes de Nuit. De 2012 à 2017, elle a été vice-présidente de l'Académie des Lumières qui attribue les prix Lumières, l'équivalent français des Golden Globes. Elle a fait partie du jury des Trophées francophones du cinéma pour leurs deux premières éditions. Depuis 2015, elle fait partie des administrateurs de la Fondation René Clément (reconnue d'utilité publique), et préside actuellement son Comité cinéma. Depuis décembre 2019, elle est membre du comité de rédaction de la revue Positif. Elle a reçu en 2025 le prix Plume d'or, attribué par l'Union des journalistes de cinéma et par l'Association de la presse étrangère, "pour sa contribution à l'analyse et à la connaissance du cinéma français et européen".